# 紐埃
紐埃（纽埃语：Niuē）是位於太平洋中南部岛国，距离新西兰北部2,400公里；以西为汤加、以北为萨摩亚、以东为库克群岛。纽埃国土爲一橢圓形島嶼以及周圍的珊瑚礁環繞组成，面積260平方公里。2022年時人口約2000人，種族屬波利尼西亞人。讲纽埃语和英语。多信奉基督教公理宗的纽埃教会。出產西番果、椰子和檸檬、香蕉等。有小型水果加工廠。出售郵票亦爲重要經濟收入。首都阿洛菲。紐埃和新西兰保持自由聯合的关系。

## 历史
欧洲人和纽埃的第一次接触是在1774年，当时詹姆斯·庫克发现紐埃，但被拒絕登陸。故此他将该岛命名为萨瓦奇岛（Savage Island），意即野蠻人島。后来在1846年，有个伦敦传教会（London Missionary Society）来到纽埃。1900年成为英国殖民地。1901年作为库克群岛的一部分划归紐西蘭。在1974年新西兰议会通过纽埃宪法，承认纽埃的自治权。
在2004年1月，纽埃被熱帶氣旋赫塔（Cyclone Heta）袭击，造成2人死亡，整个岛几乎被摧毁，島上多數房舍及全島唯一的醫院等都遭熱帶氣旋夷平，島民的農作物也毀於一旦。而島上的人口大量移居新西兰，由1500人遽降至500人，導致紐埃政府無法繼續支撐。
因此紐埃政府認為必須以某種方式與紐西蘭自由联合，引用1974年紐埃獨立宣言規定，新西兰有義務提供前殖民地紐埃必要的經濟與行政協助。
目前已有約20,000名紐埃人居住於新西兰，紐埃每年還接受紐西蘭約800萬紐幣（500萬美元）的援助，平均島上每人每年可領到約5,000紐幣的資助。根據雙邊自由联合協議，紐埃人同时是新西兰公民，并持有新西兰护照。
紐埃在2003年成為史上第一個完全提供居民免費無線網路的國家，並在2008年成為第一個配備島上所有兒童一台OLPC的國家。但於2011年因為無法負擔微型衛星地面站（VSAT）的經營費用，也成為第一個退出OLPC計畫的國家。

## 地理
纽埃位于南太平洋，面积269 km²，汤加的东方，纽埃的地理坐标为19°03′48″S 169°52′11″W / 19.06333°S 169.86972°W.
在专属经济区有3个偏僻的珊瑚礁，它们没有土地。

### 氣候
紐埃島屬熱帶氣候，降雨主要集中於11月至翌年4月。
| 紐埃 阿洛菲         | 紐埃 阿洛菲 | 紐埃 阿洛菲 | 紐埃 阿洛菲 | 紐埃 阿洛菲 | 紐埃 阿洛菲 | 紐埃 阿洛菲 | 紐埃 阿洛菲 | 紐埃 阿洛菲 | 紐埃 阿洛菲 | 紐埃 阿洛菲 | 紐埃 阿洛菲 | 紐埃 阿洛菲 | 紐埃 阿洛菲 |
| 月份                | 1月         | 2月         | 3月         | 4月         | 5月         | 6月         | 7月         | 8月         | 9月         | 10月        | 11月        | 12月        | 全年        |
| ------------------- | ----------- | ----------- | ----------- | ----------- | ----------- | ----------- | ----------- | ----------- | ----------- | ----------- | ----------- | ----------- | ----------- |
| 历史最高温 °C（°F） | 38 (100)    | 38 (100)    | 32 (90)     | 36 (97)     | 30 (86)     | 32 (90)     | 35 (95)     | 37 (99)     | 36 (97)     | 31 (88)     | 37 (99)     | 36 (97)     | 38 (100)    |
| 平均高温 °C（°F）   | 28 (82)     | 29 (84)     | 28 (82)     | 27 (81)     | 26 (79)     | 26 (79)     | 25 (77)     | 25 (77)     | 26 (79)     | 26 (79)     | 27 (81)     | 28 (82)     | 27 (81)     |
| 日均气温 °C（°F）   | 26 (79)     | 27 (81)     | 26 (79)     | 25 (77)     | 25 (77)     | 23 (73)     | 22 (72)     | 23 (73)     | 23 (73)     | 24 (75)     | 25 (77)     | 26 (79)     | 25 (77)     |
| 平均低温 °C（°F）   | 23 (73)     | 24 (75)     | 24 (75)     | 23 (73)     | 22 (72)     | 21 (70)     | 20 (68)     | 20 (68)     | 21 (70)     | 21 (70)     | 22 (72)     | 23 (73)     | 22 (72)     |
| 历史最低温 °C（°F） | 20 (68)     | 20 (68)     | 20 (68)     | 14 (57)     | 15 (59)     | 13 (55)     | 11 (52)     | 11 (52)     | 15 (59)     | 15 (59)     | 11 (52)     | 17 (63)     | 11 (52)     |
| 平均降水量 cm（）   | 26 (10)     | 25 (9.8)    | 30 (12)     | 20 (7.9)    | 13 (5.1)    | 8 (3.1)     | 9 (3.5)     | 10 (3.9)    | 10 (3.9)    | 12 (4.7)    | 14 (5.5)    | 19 (7.5)    | 207 (81)    |
| 来源：Weatherbase   |             |             |             |             |             |             |             |             |             |             |             |             |             |

## 行政区划
纽埃分为14个村。

## 人口
境内居民人数呈下降趋势，1970年有5,130人，至2020年为1,630人，其中首都阿洛菲（Alofi）居民约900人。另有约3.1万人居住在新西兰（2018年），约5,000人居住在澳大利亚（2017年）。

## 政治
紐埃實行议会制君主立宪制，是新西兰王国的组成部分，紐西蘭君主兼任紐埃元首。纽埃总理为政府首脑。

## 议会
纽埃议会（英語：Niue Assembly；纽埃语：Niue Fono Ekepule）是新西兰自由联系国纽埃的立法机关。纽埃议会实行一院制，由20名议员组成，其中14名由14个村选区推选，其余6名由普选产生。每届议会任期3年。议长由议员从议会外选出，没有投票权。议会选举采取“简单多数票当选”制度。选民必须有新西兰国籍，在纽埃至少居住3个月，候选人至少在国内居住12个月。

## 国防
纽埃国防由新西兰国防军提供协助。

## 經濟
紐埃的流通貨幣是新西兰元。
紐埃的經濟體系相對地較小，國民生產總值只有1700万新西兰元（2003年的統計）。大部分的經濟活動也是由政府負責，而紐埃自1974年獨立以來，政府已全面掌管國家的經濟。但自2004年1月遭熱帶氣旋吹襲過後，已容許私人企業或財團加入，而政府撥款100萬新西兰元予私人財團，用作興建工業園和協助被颶風摧毀的業務重建。
外資援助（主要來自新西兰）是紐埃島的基本收入來源。
稅收方面，主要有入息稅、進口稅、租用電話線等。此外，政府調情於「離岸理財」（offshore banking）這個創意，但在美國財政部的壓力下，贊成終止該用作簡化稅收計劃的支援。紐埃現有提供自動化的公司登記冊，由新西兰經濟發展部管轄。政府在2009年2月首周正式通過徵收消費稅，稅率為12.5%，於同年4月1日實施；此外，入息稅被下調，而進口稅則取消（煙草、酒精、飲品除外）。第二等入息稅也由35%下調至10%。
紐埃把「.nu」互聯網域名發牌予私人公司。紐埃現時唯一的互聯網服務供應商（ISP）是由Internet Users Society of Niue（IUSN），提供免費互聯網通行予所有居民；紐埃亦成為首個使用Wi-Fi無線上網的國家，但並非所有村落也能連接至互聯網。
紐埃已定下目標，於2020年達致全國農業有機化，是至今有類似計劃的國家之中，承諾最早實現此項目標的國家。

### 旅遊業
旅遊業成為紐埃經濟體系中，三個主要收入來源的其中之一（其餘兩個是捕魚業及農業）。在2006年，游客消費總值約160萬新西兰元。
新西兰航空是目前服務紐埃的唯一一間航空公司，每周提供1個航班往返奧克蘭。
現時，政府是有一套旅遊業發展策略，以增加酒店房間供應數目，並嘗試吸引海外投資者投資於紐埃的旅遊業上。

## 文化

### 教育
纽埃目前有一所大专：纽埃圣克莱门特大学高等教育学院。

### 媒体
由于人口少，面积小，纽埃只有几家媒体。有纽埃电视台与阳光电台，由纽埃广播公司管理运营。有一家报纸《纽埃星》。另外还有若干网络媒体。

## 外交
纽埃与新西兰為自由聯合關係，新西兰在纽埃派有高级专员。纽埃是太平洋岛国论坛的正式成员。
2007年12月12日，纽埃与中华人民共和国政府建交。